# Rue de l'Étuve (Bruxelles)
Ne doit pas être confondu avec Rue de l'Étuve (Liège).

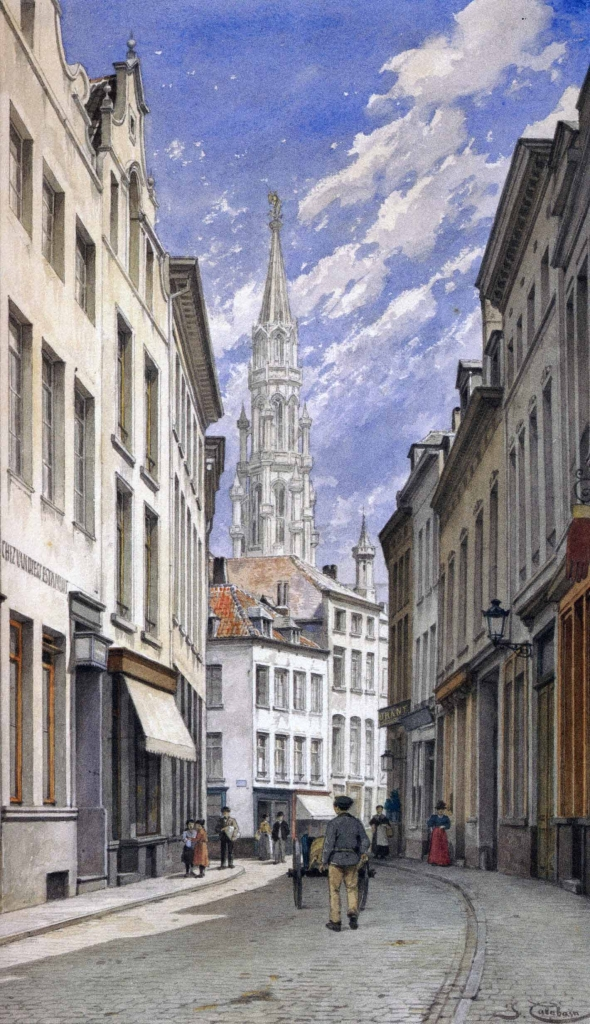
« Rue de l'étuve », peinture de Jacques Carabain (ca. 1897)

La rue de l'Étuve (en néerlandais : Stoofstraat) est une artère de Bruxelles-ville qui va de la rue de l'Amigo à la jonction  de la rue des Alexiens, de la rue du Poinçon et de la rue des Bogards. Cette rue très ancienne — elle remonte au XIIIe siècle — doit son nom aux « étuves », c'est-à-dire aux établissements de bains qu'elle abritait au Moyen Âge. Elle possédait jadis trois fontaines. Il n'en subsiste qu'une, mais c'est la plus célèbre de Bruxelles : Manneken-Pis, située au coin de la rue du Chêne. 
La rue possède encore quelques maisons à pignon du XVIIe siècle.

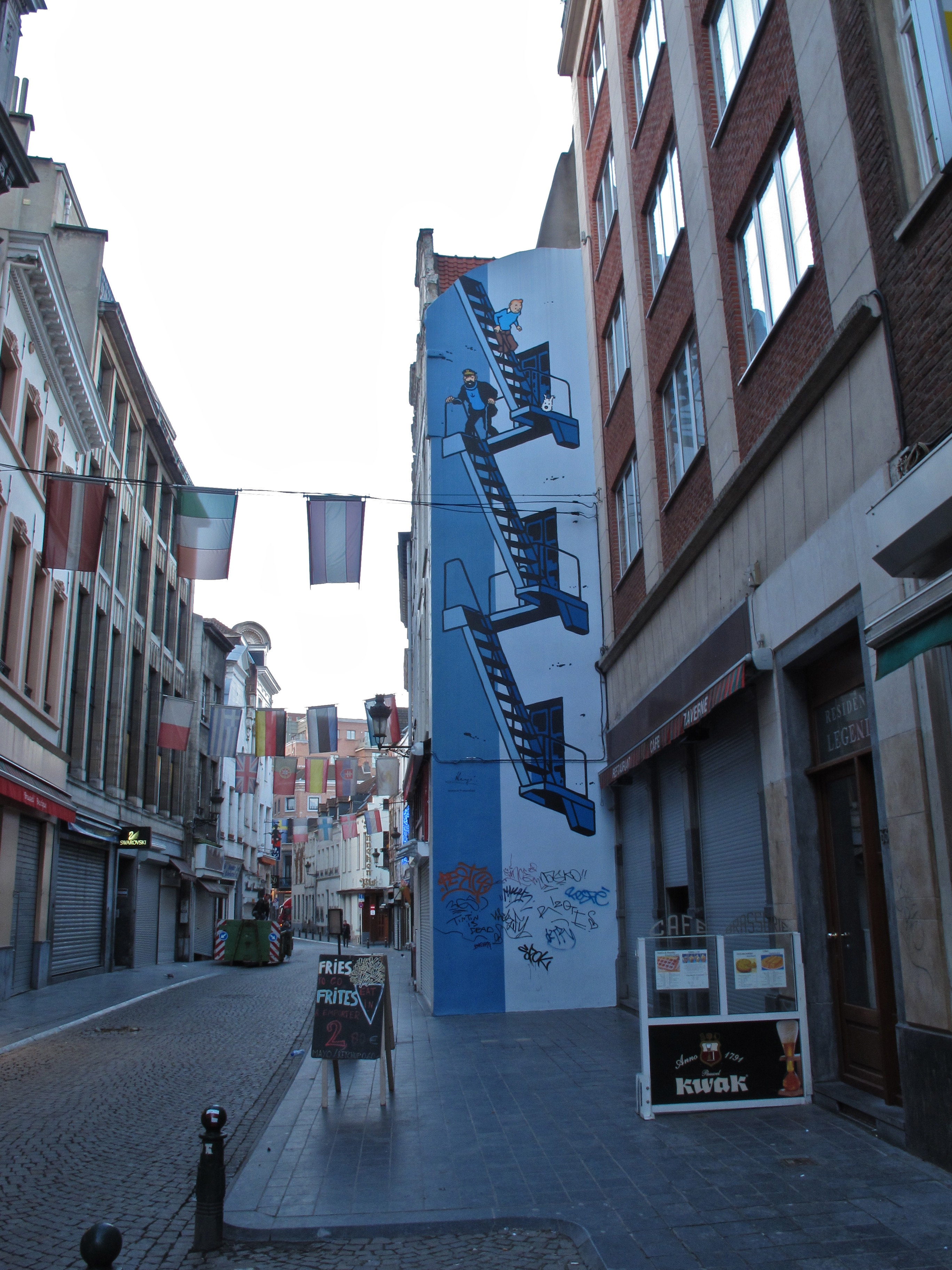
Façade avec Tintin

Au no 37 se trouve une des façades du Parcours BD de Bruxelles consacrée à Tintin de Hergé.